# Кавернозный туберкулёз
Кавернозный туберкулез лёгких — форма туберкулеза лёгких, при которой обнаруживаются каверны. Развивается в тех случаях, когда прогрессирование других форм (первичный комплекс, очаговый, инфильтративный, гематогенный диссеминированный туберкулёз) приводит к формированию каверны, то есть стойкой полости распада лёгочной ткани. Протекает без очагов отсева и без развития перифокального воспаления.
При данном заболевании каверна представляет собой патологическую полость, ограниченную трёхслойной капсулой, внутренний слой которой состоит из неотторгнувшихся казеозных масс, средний слой — слой специфических грануляций, наружный слой — фиброзный слой.

## Патогенез
В большинстве случаев данная форма заболевания — это следствие инфильтративного туберкулеза. Изначально инфильтрат включает в себя фокус воспаления, в центре которого имеются казеозные массы (некротизированная лёгочная ткань), а в перифокальном инфильтрате — большое количество лимфоцитов, лейкоцитов и макрофагов. В результате гибели этих клеток высвобождается большое количество протеаз, которые с лёгкостью расплавляют казеоз. Жидкий казеоз начинает вытекать через дренирующий бронх, и образуется полость распада. В таком случае выставляется диагноз инфильтративный туберкулёз в фазе распада. В ходе лечения перифокальная инфильтрация вокруг зоны распада начинает рассасываться и остаётся полость, около которой всегда имеются элементы продуктивного воспаления, которые постоянно трансформируются в казеозную ткань. Каверна формируется при рассасывании перифокального воспаления и фиброзирования.
Другой вариант патогенеза — трансформация туберкуломы в каверну.
Появление каверны изменяет характеристики туберкулёзного процесса в неблагоприятную сторону. Создаются условия для бронхогенного заноса инфицированной мокроты из полости через дренирующий бронх в здоровые отделы лёгких. Заживление каверны затруднено вследствие того, что эластическая тяга лёгкого или воспалительное уплотнение в её окружности мешают заживлению полости и сохраняют наличие воздуха в ней, поступающего под давлением через дренирующий бронх при глубоких вдохах и кашле. Носитель каверны выделяет с мокротой туберкулёзные микобактерии.
Рентгенологически при кавернозном туберкулёзе обнаруживается просветление округлой формы с четкими границами, располагающееся среди очаговых тканей, в центре тени инфильтрата или в пределах капсулы бывшей туберкуломы в зависимости от того, какая форма туберкулёза предшествовала появлению каверны. Реже каверна определяется изолированно, на чистом лёгочном поле, без наличия в лёгких других изменений туберкулёзного характера. Это бывает при полном выкрашивании казеоза туберкуломы из изолированной туберкуломы или при тотальном распаде изолированного инфильтрата.

## Клинические проявления
Для кавернозного туберкулёза типичным симптомокомплексом является «синдром фазы распада»:
- кашель с наличием мокроты,
- хрипы в лёгких,
- кровохарканье,
- бактериовыделение.

## Диагностика
Основным методом выявления кавернозных полостей является рентгенография в частности линейная томография. Кавернозный туберкулёз лёгких может характеризоваться наличием:
1. эластической каверны,
2. ригидной каверны,
3. фиброзной каверны.

Чаще всего наблюдаются эластическая и ригидная каверны. Фиброзная полость может быть лишь у некоторой группы больных, систематически подвергающихся химиотерапии, когда сохраняется каверна, но нет тех признаков, которые типичны для фиброзно-кавернозного туберкулёза. В современных условиях кавернозный туберкулёз характеризуется сравнительно малосимптомным течением.
Бактериовыделение у больных кавернозным туберкулёзом скудное и непостоянное, зависит от эффективности химиотерапии. Постоянное бактериовыделение даже при клиническом благополучии, при отсутствии клинически выраженных вспышек должно расцениваться как признак активного туберкулёза. Продолжающееся бактериовыделение — чаще всего результат неадекватной химиотерапии или результат лекарственной резистентности микобактерий.
Большое значение при обследовании больного кавернозным туберкулёзом имеет изучение в динамике лейкограмм. Такие признаки, как увеличение СОЭ, сдвиг влево, лимфопения, даже при клиническом благополучии являются признаками активного туберкулёза, обострения болезни, поэтому повторное исследование крови имеет большое значение.
Все больные с кавернозным процессом нуждаются в проведении бронхоскопии из-за того, что нередко такой процесс сопровождается эндобронхитом, а сопутствующий эндобронхит может препятствовать заживлению каверны даже при наличии эластической полости. Кроме того, при эндобронхите тактика лечения несколько меняется.

## Лечение
Лечение проводится противотуберкулёзными препаратами в стационаре или санатории не менее чем тремя препаратами на протяжении года и более (до заживления).
С конца XIX века до появления антибиотиков для лечения кавернозного туберкулёза применялся метод схлопывания каверн с помощью искусственного пневмоторакса. Метод изобрёл итальянский врач Карло Форланини (итал. Carlo Forlanini) в 1882 году. После изобретения оргстекла пустоту в грудной клетке стали заполнять шариками из этого нейтрального материала.